# MS Zuiderdam
El MS Zuiderdam es un crucero de la clase Vista, propiedad de la Holland America Line. Fue construido por Fincantieri en sus astilleros de Marghera, Italia. Es el primer barco de la clase Vista, llamada así por el gran uso de vidrio en su superestructura. Sus barcos gemelos son el MS Oosterdam, el MS Westerdam y el MS Noordam. los cuatro barcos son nombrados como los puntos cardinales.

## Información técnica
El barco es impulsado por cinco generadores diésel y una turbina de gas. El Zuiderdam fue el primer barco de la Holland America Line en utilizar el sistema de propulsión CODAG, una turbina de GE LM2500 o propulsores de ABB Azipod.